# Lona de salvament
|  | No s'ha de confondre amb lona de rescat. |

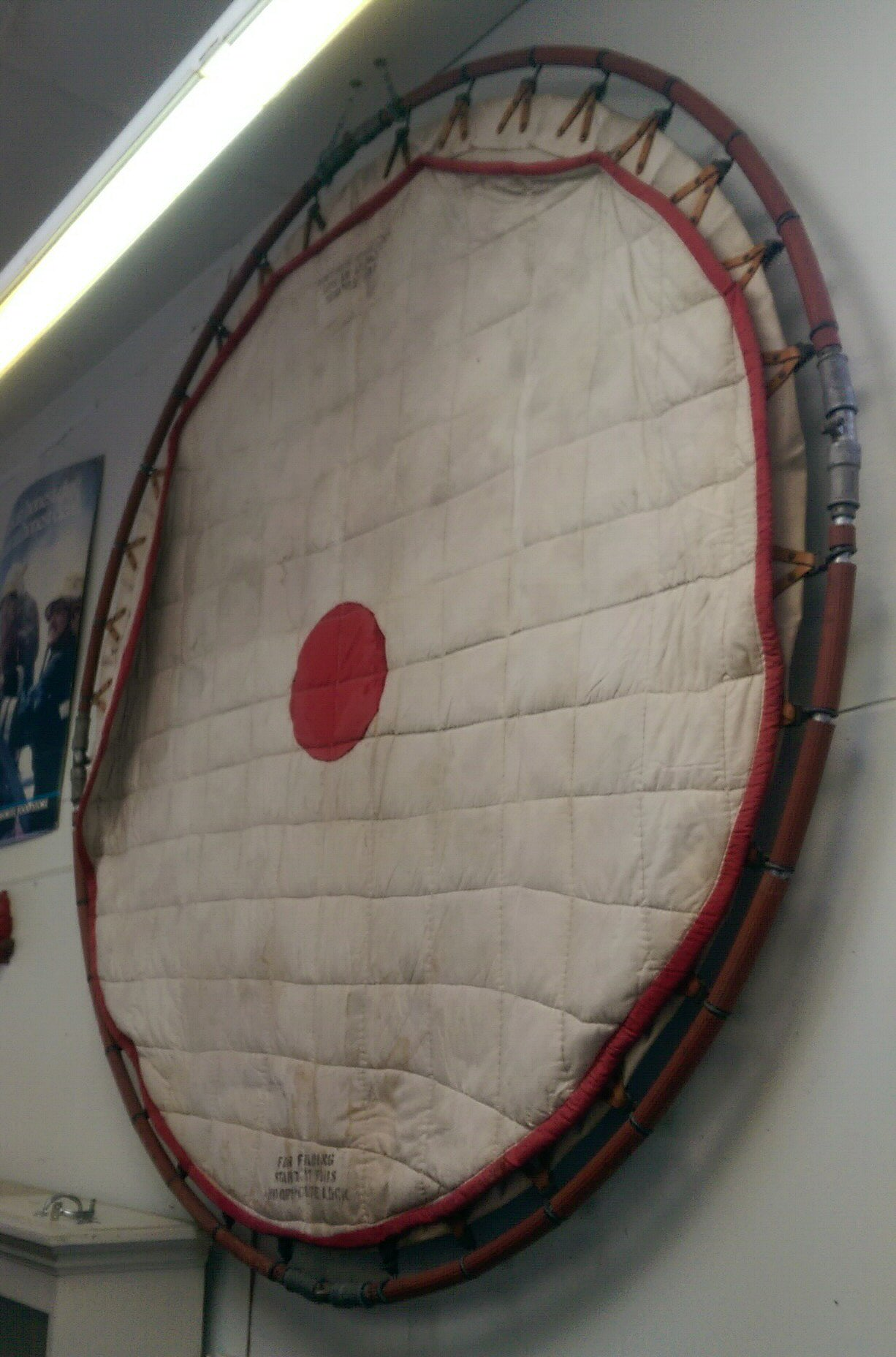
Lona de salvament al museu de bombers de Napa, Califòrnia

La lona de salvament es una eina de salvament que utilitzaven el bombers. Consisteix en una lona circular que, sostinguda per un nombre suficient de bombers (entre 8 i 20), pot salvar la vida de persones que es llencen des d'un edifici en flames. Va ser patentada a Ohio, EUA, el 1887 per Thomas F. Browder, i perfeccionada el 1900. Tot i que ha salvat moltes vides, també ha fracassat en moltes ocasions, provocant a més lesions o mort de bombers per la caiguda de les persones, motiu pel qual ha quedat obsoleta.
Els bombers consideraven que la màxima alçada per a un ús amb èxit era de 6 pisos. Tot i que en un incendi a Chicago el 1930, tres persones van sobreviure saltant des de la vuitena planta, dos d'ells amb lesions lleus, i el tercer va patir fractura de crani en rebotar a la lona.
Amb l'aparició de les autoescales, que faciliten els salvaments per façana, i els equips de respiració autònoms, amb les caputxes d'evacuació, que permeten als bombers el rescat a través del fum, les lones de salvament van deixar d'utilitzar-se, cap a l'any 1983. Actualment ha estat substituïda pel matalàs de salvament, que s'infla amb aire comprimit, i s'instal·la ràpidament amb només 2 bombers.

La lona de salvament ha estat inspiració de moltes vinyetes i humor gràfic.

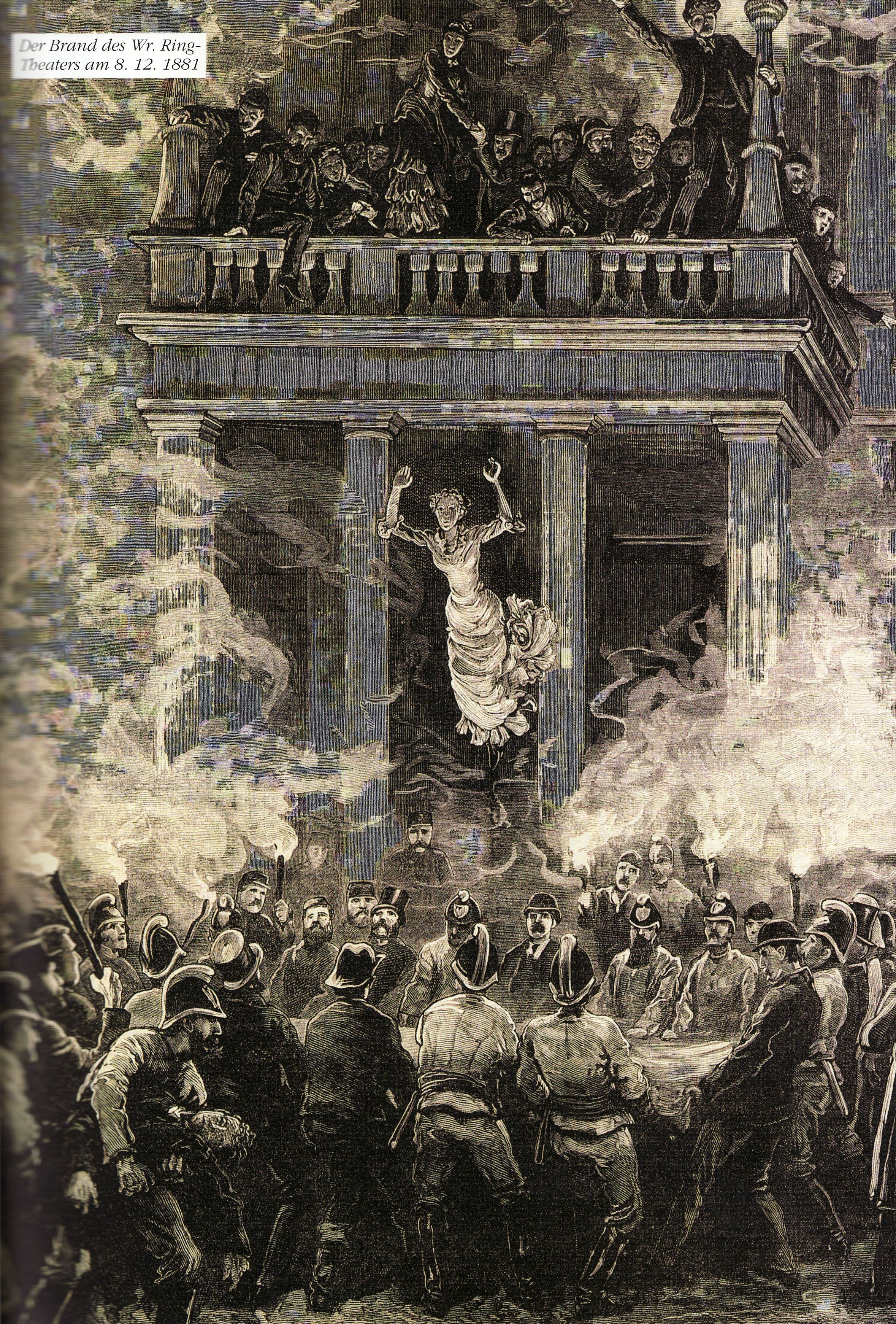
Lona de salvament utilitzada a l'incendi del Ringtheater de Viena, 1881
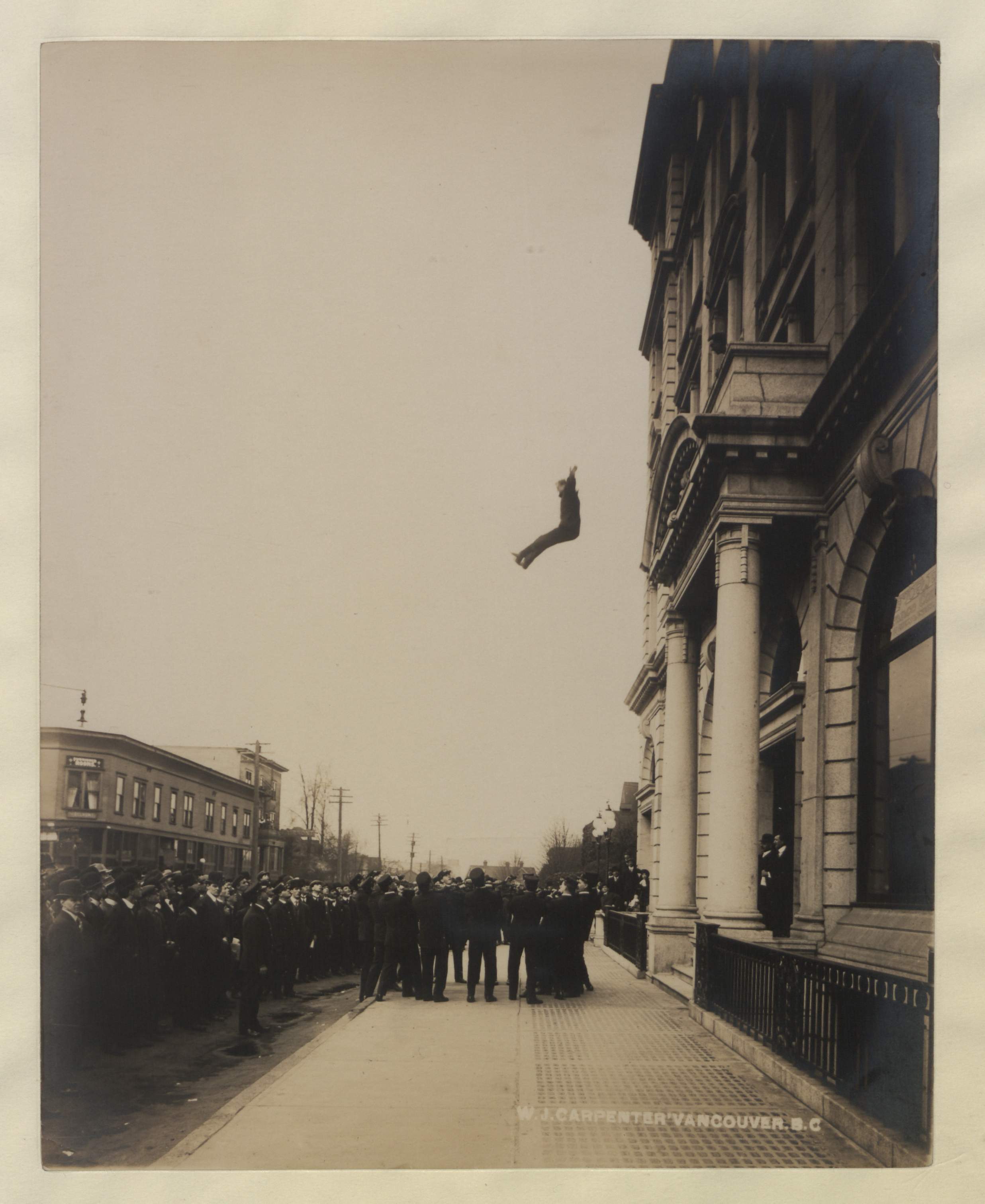
Pràctiques dels bombers de Vancouver, Canadà, 1910
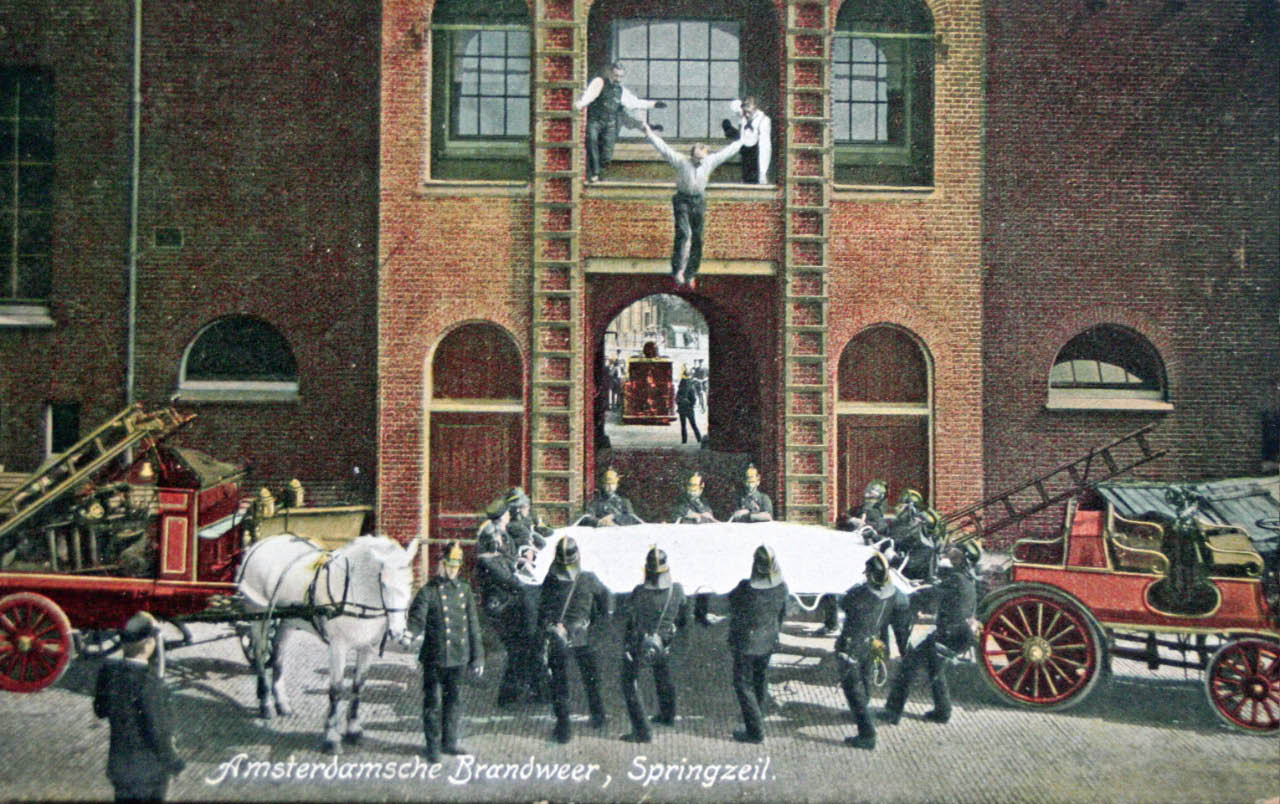
Pràctiques dels bombers d'Amsterdam, Països Baixos, 1910